# Chthonius nidicola
Chthonius nidicola är en spindeldjursart som beskrevs av Volker Mahnert 1979. Chthonius nidicola ingår i släktet Chthonius och familjen käkklokrypare. Inga underarter finns listade i Catalogue of Life.